# Karling

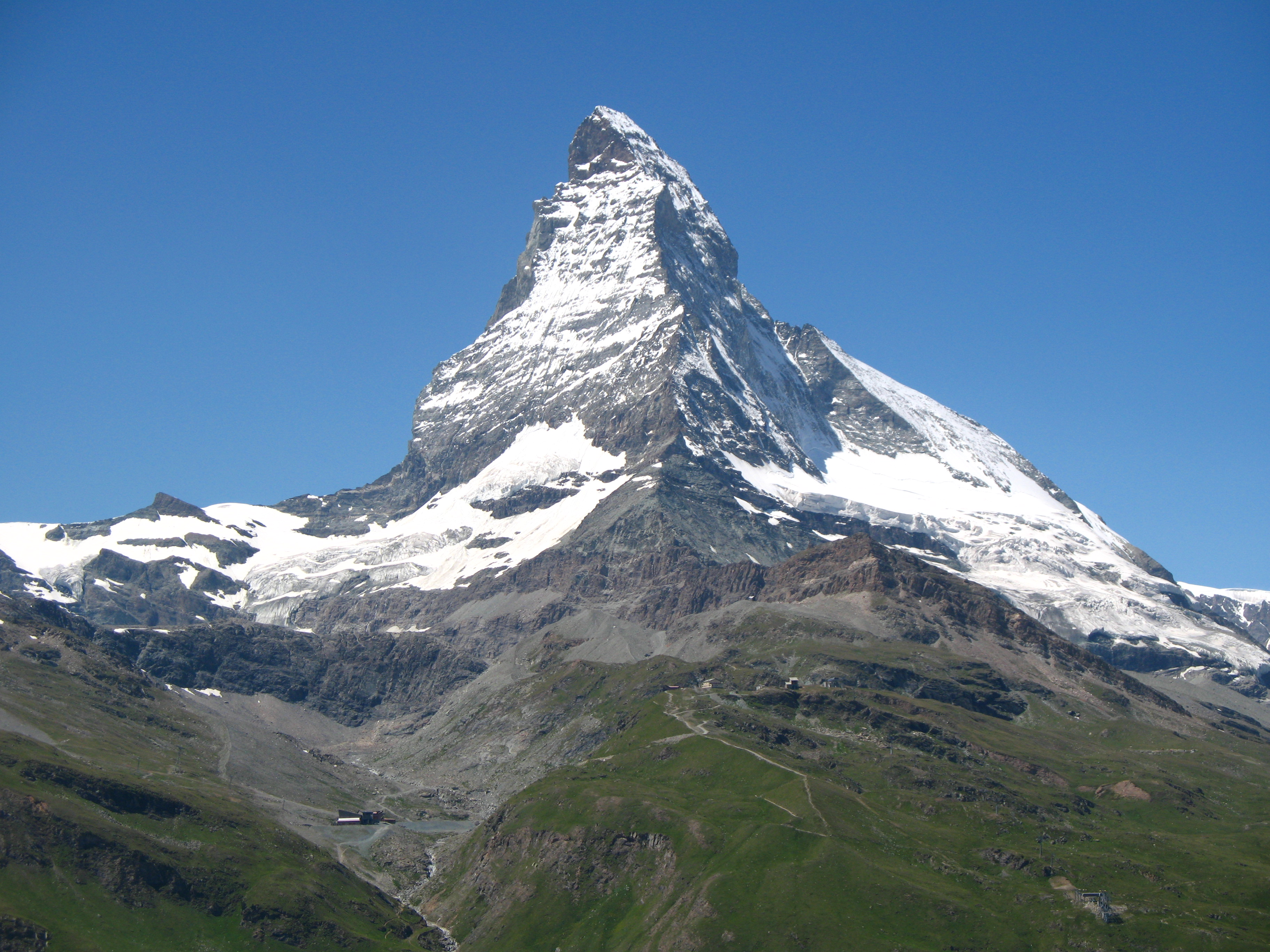
Beispiel für einen Karling: das Matterhorn

Ein Karling ist ein Berggipfel, dessen Erscheinungsbild durch mehrere scharfe Felsgrate an seinen Hängen geprägt ist. Die Felsgrate entstehen durch Gletschereis, das im Laufe der Jahrhunderte den Berg langsam abschleift.
Ein Beispiel für einen Karling ist das Matterhorn. Die aus dem Eis herausragenden Gipfel während der Kaltzeiten bezeichnet man als Nunatak.